# Samuha

Samuha e le altre città ittite

Samuha fu una città ittita e un importante luogo di culto della dea Šauška

## Storia
Fu un'importante città dell'impero Ittita e ne diventò la capitale durante il regno di Tudhaliya III quando il territorio ittita fu invaso a più riprese da Mitanni, Arzawa e dai Kaska che distrussero la precedente capitale Sapinuwa, situata a 60 Km nordest di Hattuša.